# Badminton-Südamerikameisterschaft 1996
Die Badminton-Südamerikameisterschaft 1996 fand vom 14. bis zum 17. November 1996 in Buenos Aires statt.

## Sieger und Platzierte
| Disziplin    | Gold | Silber | Bronze |
| ------------ | --- | --- | --- |
| Herreneinzel | Mario Carulla | Leandro Santos | Paulo Fam |
| Herreneinzel | Mario Carulla | Leandro Santos | Euclides Freitas |
| Dameneinzel  | Lorena Blanco | Ximena Bellido | Lucero Chueca |
| Dameneinzel  | Lorena Blanco | Ximena Bellido | Doriana Rivera |
| Herrendoppel | Mario Carulla Gustavo Salazar                                                                                                 | Gonzalo Castillo Federico Valdez | Marcelo Martins Leandro Santos |
| Herrendoppel | Mario Carulla Gustavo Salazar                                                                                                 | Gonzalo Castillo Federico Valdez | Paulo Fam Shuan Huang |
| Damendoppel  | Ximena Bellido Lorena Blanco                                                                                                  | Lucero Chueca Doriana Rivera | Alice Garay Andrea Somrau |
| Damendoppel  | Ximena Bellido Lorena Blanco                                                                                                  | Lucero Chueca Doriana Rivera | Patricia Finardi Cristina Nakano |
| Mixed        | Gustavo Salazar Lorena Blanco                                                                                                 | Mario Carulla Ximena Bellido | Gonzalo Castillo Lucero Chueca |
| Mixed        | Gustavo Salazar Lorena Blanco                                                                                                 | Mario Carulla Ximena Bellido | Federico Valdez Doriana Rivera |
| Mannschaft   | Peru Mario Carulla Gonzalo Castillo Gustavo Salazar Federico Valdez Ximena Bellido Lorena Blanco Lucero Chueca Doriana Rivera | Brasilien Fabian Cattaneo Paulo Fam Euclides Freitas Huang Shuang Marcelo Martins Alexandre Natucci Leandro Santos Patricia Finardi Hao Min Huai Cristina Nakano Sandra Cattaneo | Argentinien Michael Garay Gaston Harkes Jaroslaw Klysz Jorge Meyer Cristian Meyer Rene Somrau Celica Christensen Alice Garay Andrea Somrau Rosa Tito |

## Teams
| Team        | Pld | W | L | MF | MA | MD  | Pts | Resultat |
| ----------- | --- | - | - | -- | -- | --- | --- | -------- |
| Peru        | 4   | 4 | 0 | 20 | 0  | +20 | 4   | Gold     |
| Brasilien   | 4   | 3 | 1 | 15 | 5  | +10 | 3   | Silber   |
| Argentinien | 4   | 2 | 2 | 8  | 12 | −4  | 2   | Bronze   |
| Uruguay     | 4   | 1 | 3 | 6  | 14 | −8  | 1   |          |
| Chile       | 4   | 0 | 4 | 1  | 19 | −18 | 0   |          |

| Peru        | 5–0 | Brasilien   |
|             |     |             |
| Peru        | 5–0 | Argentinien |
|             |     |             |
| Peru        | 5–0 | Uruguay     |
|             |     |             |
| Peru        | 5–0 | Chile       |
|             |     |             |
| Brasilien   | 5–0 | Argentinien |
|             |     |             |
| Brasilien   | 5–0 | Uruguay     |
|             |     |             |
| Brasilien   | 5–0 | Chile       |
|             |     |             |
| Argentinien | 3–2 | Uruguay     |
|             |     |             |
| Argentinien | 5–0 | Chile       |
|             |     |             |
| Uruguay     | 4–1 | Chile       |
|             |     |             |